# Esnagami Lake
Esnagami Lake är en sjö i Kanada.   Den ligger i Thunder Bay District och provinsen Ontario, i den sydöstra delen av landet, 1 000 km nordväst om huvudstaden Ottawa. Esnagami Lake ligger 299 meter över havet. Arean är 69 kvadratkilometer. Den sträcker sig 10,5 kilometer i nord-sydlig riktning, och 19,5 kilometer i öst-västlig riktning.
I omgivningarna runt Esnagami Lake växer i huvudsak blandskog. Trakten runt Esnagami Lake är nära nog obefolkad, med mindre än två invånare per kvadratkilometer.